# Hit Clip
Hit Clip war eine Musik-Fernsehsendung im WDR Fernsehen, die von Thomas Germann moderiert wurde. Hit Clip lief von 1993 bis 1997 montags bis freitags von 14:05 bis 14:30 Uhr und wurde von weiteren Dritten Programmen übernommen. Ab 1995 wurde die Sendung im Ersten ausgestrahlt. Gezeigt wurden jeweils fünf Musikvideoclips aus allen Stilrichtungen der Popmusik, von Metal über Happy Hardcore bis hin zu Schlagern war alles vertreten.
Hit Clip war seinerzeit für viele Fernsehzuschauer die einzige Möglichkeit, Musikvideos zu sehen. Durch den Erfolg des Musikfernsehsenders VIVA und die Fokussierung von MTV auf den deutschen Markt verlor Hit Clip seine Bedeutung und wurde eingestellt.
Ab 1995 erschienen zwei Musik-Sampler mit aktuellen Titeln aus der Sendung als Musik-CD.